# Sklekovi
Sklekovi su uobičajena vježba kalistenike koja se izvodi u ležećem položaju podizanjem i spuštanjem tijela pomoću ruku. Prilikom izvedbe sklekova aktiviraju se veliki prsni mišići, troglavi nadlaktični mišići te prednji deltoidni mišići. Vježba indirektno aktivira i ostatak deltoidnih mišića, prednje nazupčane mišiće, kljunastonadlaktične mišiće, te ravne trbušne mišiće i poprečne trbušne mišiće. Sklekovi su jedna od osnovnih vježbi u atletskoj obuci, tjelesnom odgoju i u kondicijskim testovima vojske. Također su uobičajeni oblik kažnjavanja koji se koristi u vojsci, športu u školama i u borilačkim vještinama.

## Varijacije
Dand
Dand, poznat i kao hinduistički potisak, uobičajen je u indijskoj fizičkoj kulturi i borilačkim vještinama, posebno Pehlwani-ju. Bruce Lee također ga je koristio u svom režimu treninga i nazivao ga je 'mačjim istezanjem'. To je učinkovita vježba snage jezgre, jer na skladan način dinamički uključuje i prednji i stražnji lanac.